# Yi So-yeon
Yi So-yeon (* 2. Juni 1978 in Gwangju, Südkorea) ist eine ehemalige südkoreanische Raumfahrerin. Der Start mit Sojus TMA-12 war am 8. April 2008, die Landung am 19. April. Damit ist sie die erste und bisher einzige südkoreanische Person, die im Weltraum war.

## Wissenschaftliche Ausbildung
Yi studierte zuerst an der Kwangju Science High School, später an der Universität KAIST in Daejeon. Ihre Promotion in Biotechnologie erhielt Yi am 29. Februar 2008 in Abwesenheit.

## Raumfahrertätigkeit
Im Frühling 2006 gab das südkoreanische Ministerium für Wissenschaft und Technik bekannt, dass ein südkoreanischer Raumfahrer mit einem russischen Sojus-Raumschiff zu einem Kurzaufenthalt an Bord der Internationalen Raumstation (ISS) starten solle. Yi gehörte zu den über 36.000 Bewerbern, die sich auf diesen Aufruf meldeten. Sie bestand alle Phasen des Auswahlverfahrens und wurde am 25. Dezember 2006 zusammen mit Ko San als südkoreanische Raumfahreranwärterin der Öffentlichkeit vorgestellt.
Anfang 2007 begaben Yi und Ko sich in das russische Juri-Gagarin-Kosmonautentrainingszentrum zur 15-monatigen Ausbildung als Raumflugteilnehmer. Als am 5. September 2007 entschieden wurde, welcher der beiden Kandidaten mit Sojus TMA-12 zur ISS fliegen sollte, fiel die Wahl auf Ko San, mit Yi als Ersatz.
Am 10. März 2008 wurde aber offiziell bekannt gegeben, dass Ko auf Drängen der russischen Behörden zurückgezogen wurde, nachdem er zwei Mal gegen russische Bestimmungen verstoßen hatte. Damit wurde Yi, die dieselbe Ausbildung wie Ko durchlaufen hatte, zur Hauptbesatzung.

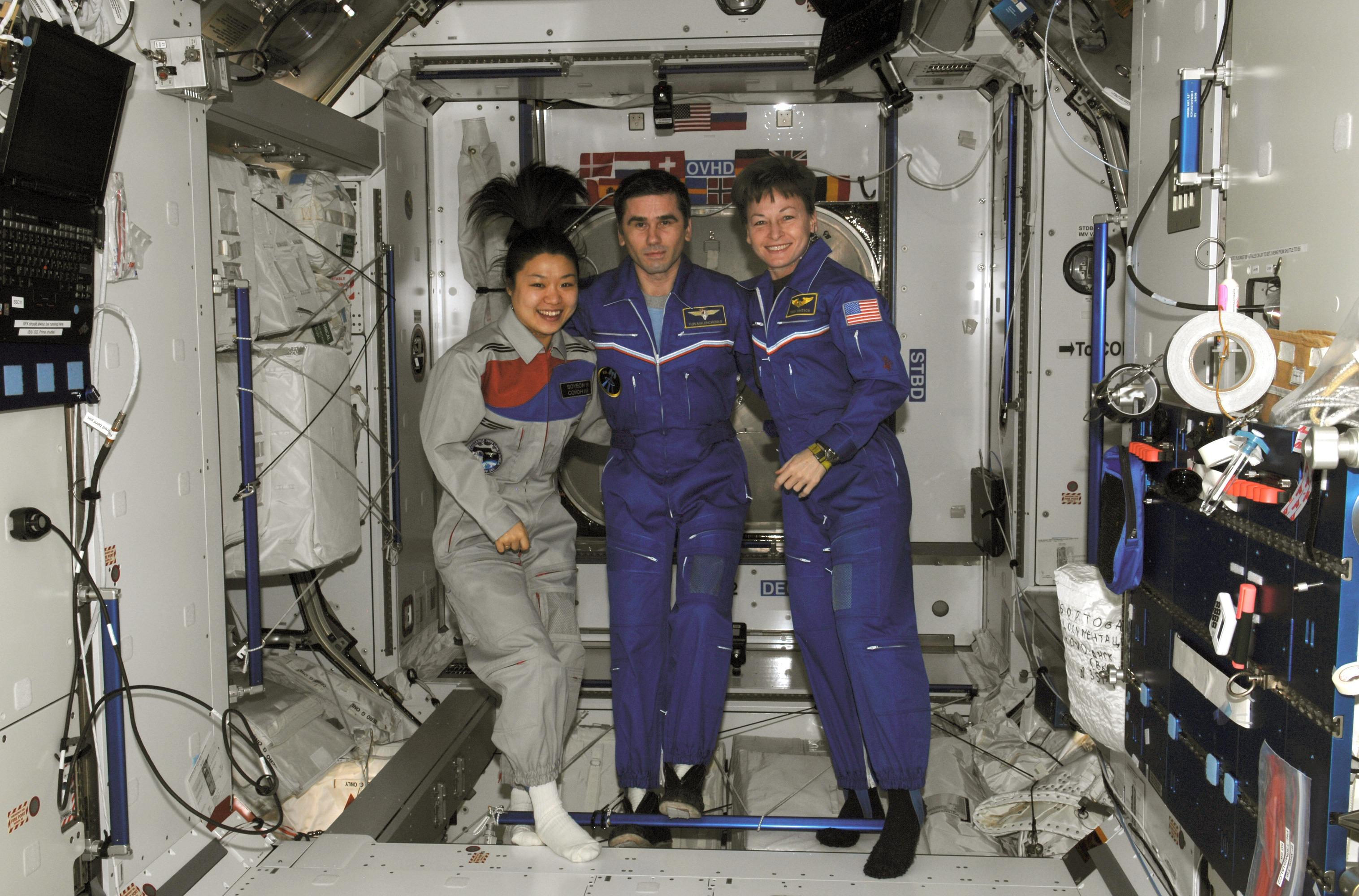
Yi So-yeon zusammen mit Peggy Whitson und Juri Malentschenko auf der ISS

Am 8. April 2008 startete Yi an Bord des russischen Raumschiffs Sojus TMA-12 zur ISS. Auf der ISS führte sie während ihres achttägigen Aufenthalts insgesamt 18 Experimente durch. Am 19. April landete sie mit dem Raumschiff Sojus TMA-11 in Kasachstan. Unregelmäßigkeiten führten zu einem ballistischen Flug der Sojus-Kapsel und einer Landung über 400 km vom geplanten Landeplatz entfernt.
Im Jahr 2012 siedelte Yi in die USA über, um dort ein MBA-Studium zu absolvieren, und schied nach ihrer Heirat 2014 auf eigenen Wunsch endgültig aus dem südkoreanischen Raumfahrtprogramm aus.
Yi ist damit nach Chiaki Mukai aus Japan und Anousheh Ansari aus Iran/USA die dritte Asiatin im Weltraum. Südkorea ist nach Großbritannien das zweite Land, dessen erster Raumfahrer eine Frau ist.

## Privates
Yi ist verheiratet und hat keine Kinder.